# Der Böhme
Der Böhme (Originaltitel: Il Boemo) ist ein Filmdrama des Regisseurs Petr Václav aus dem Jahr 2022, das das Leben Josef Myslivečeks (1737–1781) zum Thema hat. Der Film ist eine tschechisch-slowakisch-italienische Koproduktion.
Seine Uraufführung hatte der Film im Rahmen des Wettbewerbs des Internationalen Filmfestivals von San Sebastián im September 2022 und nahm am Italienischen Filmfestival Lissabon 2025 teil.

## Handlung
Josef Mysliveček wurde 1737 in Prag geboren. Mit 26 Jahren verließ er Prag jedoch und reiste nach Italien, um Opernkomponist zu werden. Er wurde zu einem der produktivsten und erfolgreichsten Komponisten der Opera seria seiner Zeit.  Als besondere filmische Referenzen nennt der Regisseur Stanley Kubricks Barry Lyndon und Miloš Formans Amadeus.

## Entstehung des Films
Petr Václav drehte 2015 einen Dokumentarfilm über Mysliveček, Confessions of the Vanished (Zpověď zapomenutého), der auf Festivals erfolgreich war (FIPA 2016, Biarritz – Bester Filmpreis in der Sektion Musik & Spektakel).

## Produktion
Das Projekt mit einem geschätzten Budget von rund 5 Millionen Euro wurde vom Tschechischen Filmfonds, Creative Europe MEDIA, der Französischen Akademie in Rom – Villa Medici, dem CNC und dem Slowakischen Audiovisuellen Fonds unterstützt.
Die Aufnahmen der Opernszenen und der Musik fanden im gut erhaltenen Theater Teatro Sociale in der italienischen Stadt Como statt. Die Filmmusik sowie musikalische Szenen wurden vom Collegium 1704 aufgenommen. Als Fachmann und Berater in Sachen Musik diente der Dirigent Václav Luks.
Im Film traten einige namhafte Sängerinnen und Sänger auf, darunter der französische Countertenor Philippe Jaroussky, die ungarische Sopranistin Emöke Baráth, und der polnische Tenor Krystian Adam. Die slowakische Sopranistin Simona Šaturová singt wiederum die Operndiva Caterina Gabrielli.
Der deutsche Pianist Philip Hahn spielte den jungen Wolfgang Amadeus Mozart.